# Otto Carl Erdmann von Kospoth
Otto Carl Erdmann von Kospoth, född den 25 november 1753 i Mühltroff, död den 23 juni 1817 i Berlin, var en tysk friherre, pianist och tonsättare.
von Kospoth var preussisk kammarherre och kanonikus i Magdeburg. Han komponerade flera operetter, däribland Bella und Fernando och Der Mädchenmarkt zu Ninive, symfonier, kvartetter, trior, ouvertyrer, konserter för flera instrument med mera.

## Fotnoter
1. ↑  Gemeinsame Normdatei, läst: 12 maj 2014.[källa från Wikidata]
2. ↑  International Music Score Library Project, IMSLP-ID: Category:Kospoth,_Otto_Carl_Erdmann, läst: 9 oktober 2017.[källa från Wikidata]
3. ↑  Operone, Operone kompositörs-ID: kospoth, läst: 5 april 2022.[källa från Wikidata]